# René Cannizzo
René Cannizzo, né à Sfax (Tunisie) en le 4 août 1932, mort le 5 octobre 2014 à Toulouse, était un joueur de boules lyonnaises français, spécialiste pointeur, tant en doublette, triplette, qu'en quadrette désormais, sociétaire du Club Bouliste Toulousain (CBT). Il a donné en 2007 et de son vivant son nom au boulodrome de La Roseraie à Toulouse, un complexe de huit terrains créé en 1986. 
Au cours de sa longue carrière, ses partenaires furent entre autres Christian Berthet; Alain Cluzel; Jean Coulomb; Alex Ferrari; Vincent Lapertot; Dominique Noharet; Marcel Oliver, et Michel Pierre.
Il est longtemps resté le plus ancien joueur d'élite français, malgré une intervention cardiaque en 2005, ses prestations sportives s'étalant sur plus d'un demi-siècle.
Il a obtenu deux mandats à la fédération française, comme Responsable dirigeant des clubs sportifs, étant confirmé dans ses fonctions en 2009.
Ses dernières recrues sont deux jeunes joueurs de la région toulousaine, Yoann Leclerc de Carbonne et Renaud Poux des Amis de Raynal.
Son épouse, Monique Cannizzo, est Présidente du CBT, club le plus titré de France....

## Palmarès

### Par équipes
- 15 titres de Champion de France, le dernier en 2006;
- 10 tournois des Maîtres-joueurs, le dernier en 2002;
- 5 victoires en Coupe de France;
- 1 Challenge Béraudier le 7 janvier 2004 (avec Vincent Lapertot et Michel Frérie);
- 1 Grand-Prix hivernal de Poitiers en 2009;
- 3 Tournois des Fêtes boulistes de Grenoble (du 15 août);
- Multiple Champion de la région Midi-Pyrénées;

- ...première victoire importante: le Challenge du club le Boulomane de Sfax, au 1er juillet 1956, avec Joseph Cannizzo, Garziano et Claude Lafaille.

### En clubs
- Équipe de l'Entente Sportive Bouliste du CBT championne de France, notamment en 2002 (René et Gilles Cannizzo en faisant partie).